# Alan Riou
Alan Riou (* 2. April 1997 in Lannion) ist ein französischer Radrennfahrer.

## Werdegang
Nach dem Wechsel in die U23 wurde Riou 2016 zunächst Mitglied im französischen Radsportverein Pays de Dinan. In der Saison 2017 erhielt er die Möglichkeit als Stagiaire für das damalige Team Fortuneo-Oscaro zu fahren, jedoch kam es zu keinem Anschlussvertrag. Im darauffolgenden Jahr machte er durch den Gewinn der zweiten Etappe der Tour de l’Avenir auf sich aufmerksam.
Zur Saison 2019 wurde Riou Mitglied im UCI ProTeam Arkéa-Samsic. Nach einem zweiten Platz bei Paris–Troyes im Frühjahr 2021 erzielte er im Oktober 2021 bei der Classic Loire-Atlantique seinen ersten Erfolg als Radprofi. In den Jahren 2023 und 2024 ging er beim Giro d’Italia an den Start, ehe er mit der Saison 2025 zum französischen UCI Continental Team St Michel-Preference Home-Auber93 wechselte.

## Erfolge
2018
- eine Etappe Tour de l’Avenir

2021
- Classic Loire-Atlantique

## Grand Tour-Platzierungen
| Grand Tour            | 2023 | 2024 |
| --------------------- | ---- | ---- |
| Giro d’ItaliaGiro     | 116  | 142  |
| Tour de FranceTour    | –    | –    |
| Vuelta a EspañaVuelta | –    | –    |